# 藤田淑子
藤田淑子（日语：／ Fujita Toshiko，1950年4月5日—2018年12月28日），日本女性配音員、演員、歌手、旁白。從屬青二Production。本名相同。別藝名：。身高159cm。O型血。

## 生平
藤田淑子從6歲的時候開始，作為童星在電視和廣播上活動，因此有演員、歌手，以及配音員這些寬廣的演藝履歷。1968年，當時18歲的藤田初次在午間電視劇《告別夏天》（富士電視台）主演，成為當時有史以來最年輕的主演者，直到2010年廣瀨愛麗絲15歲在《抓住明日的光》中初次主演而刷新。另一方面，作為歌謠曲的歌手也參加錄製許多動畫的主題歌。
在加入青二Production經紀公司之前，經歷過兒童劇團「劇團木芥子座」到劇團俳小、人間Pro、渡邊Production。
1984年，她獲得第1屆日本動畫大獎『聲優部門 最優秀獎』。
晩年因身體不適呈半退休狀態，很少出現在動畫配音工作上，但是旁白解說仍可聽到她的聲音，2019年遊戲《JUMP FORCE》中登場的達伊
（來自《勇者鬥惡龍 達伊的大冒險》）是她的遺作。
2018年12月28日，藤田因患浸潤性乳腺癌逝世，享壽68歲。

## 特色
音域：女低音。
在海外電影、電視劇中為眾多好萊塢女演員進行日語配音，特別是戈爾迪·霍恩和蘇珊·莎蘭登演出的作品。
在電視動畫代表作品中，以少年為主人翁的作品有《一休和尚》的一休、《奇天烈大百科》的奇天烈〈木手英一〉、《勇者鬥惡龍 達伊的大冒險》的達伊、《數碼寶貝大冒險》的八神太一、《靈異教師神眉》的立野廣、《風中少女 金髮珍妮》的史蒂芬·福斯特；一方面還有飾演性感美女和媽媽，有《貓眼三姐妹》的來生淚、《妖獸都市》的麻紀繪、《魔法陣都市》的拉莉·夏安、《玻璃假面 (2005年版)》的月影千草及《ONE PIECE》的夏洛特·莉莉等等特別是東映動畫和日本動畫公司的作品。

## 代演、繼任
在藤田療養中和死去之後，配音員代演和接任作品如下：
| 代演、繼任 | 角色名                  | 登場作品                    | 代演、繼任初次擔當作品                  |
| ---------- | ----------------------- | --------------------------- | --------------------------------------- |
| 山像香     | 瑟琳娜·凱爾 （貓女）    | 『蝙蝠俠大顯神威』          | 朝日電視台版於WOWOW再放送的追加收錄部分 |
| 渡邊明乃   | 瓊·威爾德               | 『綠寶石』                  | 朝日電視台版於WOWOW再放送的追加收錄部分 |
| 渡邊明乃   | 瓊·威爾德               | 『尼羅河寶石』              | 朝日電視台版於WOWOW再放送的追加收錄部分 |
| 鳳芳野     | 赫絲特·蓋洛普           | 『蒼穹之戰神』              | 『蒼穹之戰神 EXODUS』                   |
| 鳳芳野     | 宮內妙子                | 『花牌情緣』                | 第3期                                   |
| 小山茉美   | 夏洛特·莉莉 （BIG MOM） | 『ONE PIECE』               | 第786話                                 |
| 戶田惠子   | 來生淚                  | 『貓眼三姐妹』              | 『城市獵人：新宿PRIVATE EYES』          |
| 花江夏樹   | 八神太一                | 『數碼寶貝大冒險』          | 『數碼暴龍大冒險tri.』                  |
| 三瓶由布子 | 八神太一                | 『數碼寶貝大冒險』          | 『數碼暴龍大冒險：』                    |
| 種崎敦美   | 達伊                    | 『勇者鬥惡龍 達伊的大冒險』 | 『勇者鬥惡龍 達伊的大冒險（2020）』     |

## 演出
粗體字表示主要角色。

### 電視劇
TBS
- 第5話「誰子」（1967年）
- （1977年）－良子
- S-終極警官（2014年）－旁白

富士電視台
- 少年傑特（1960年，與大映電視（日语：大映テレビ）共同製作）
  - 「二」（第66～70話）－駒田八重子
- 三匹之侍（日语：三匹の侍） 第5系列 第4話「狼死」（1967年）－志乃
- 錢形平次（日语：銭形平次 (大川橋蔵)）（與東映共同製作）
  - 第133話「寮」（1968年）－御仙
  - 第185話「身投女」（1969年）－御篠
- 告別夏天（日语：夏のわかれ）（1968年，東海電視台製作）
- 江戶之風（日语：江戸の旋風）II 第34話「情秋祭」（1976年）
- 來自北國（1981年－1982年）－美彌子
- 週六PREMIUM 特別連續劇 一休和尚（2012年）－旁白

朝日電視網
- 朝日電視台
  - 特別機動搜査隊（日语：特別機動捜査隊）（1975年）
    - 第696話「女教師場合」－澤野芳江
    - 第730話「南旅路果」－宮田雅代
    - 第734話「望越」（1975年）－信子

- 朝日放送
  - 京都藝妓律師事件簿（日语：京都の芸者弁護士） 第2作（1998年）

日本電視台
- 傳七捕物帳（日语：伝七捕物帳） 第80話「情夫婦」（1975年）－御美乃
- 前略母親大人（日语：前略おふくろ様）II（1976年－1977年）- 光子
- 奇蹟的教室（日语：奇跡の教室）（2014年）－旁白

其它電視台
- 愛好週日座 母親初戀的人（日语：母の初恋#テレビドラマ化）（1958年，NHK）

### 電影
- 懷念的旋律（1954年，東映）
- 蜂之子（1957年，東映兒童電影）－百合

### 舞台
- INTO the WOODS
- Song a little

### 電視動畫
1965年
- 怪盜普萊德（日语：怪盗プライド）（哈尼[8]）
- 遊星少年帕皮（日语：遊星少年パピイ）（帕比）
- 原子小金剛 (1963年版)（日语：鉄腕アトム (アニメ第1作)）

1966年
- 遊星假面（日语：遊星仮面）（彼得／遊星仮面[9]）

1967年
- 金剛（鮑比[10]）

1975年
- 一休和尚（1975～1982，一休[11]）
- 法蘭德斯之犬（米蓮）

1978年
- 魯邦三世 (TV第2系列)（日语：ルパン三世 (TV第2シリーズ)）（1978～1980，輝夜、露西亞）

1979年
- 銀河鐵道999（夏普斯、警察長、女王）
- 人造人009 (1979年版)（大久保美奈）
- 哆啦A夢 (大山羨代版)（女性）
- 日本名作童話系列 赤鳥之心（日语：日本名作童話シリーズ 赤い鳥のこころ）（旁白）

1980年
- 加油元氣（日语：がんばれ元気）（堀口元氣[12]）
- 海中雪傳說（日语：マリンスノーの伝説）（伊邪那美）

1981年
- 愛的教育克歐雷物語（日语：愛の学校クオレ物語）（安利柯[13]）
- 福星小子
- 怪博士與機器娃娃 (1981年版)（1981～1984，波莉·巴克茨、玉城戀太、〈玉城戀太〉、山田花子）

1982年
- 愛的奇蹟 諾曼醫生物語（日语：愛の奇蹟 ドクターノーマン物語）
- 大口妹（日语：あさりちゃん）（太子、妖怪、香森子）
- 仙女座物語（日语：アンドロメダ・ストーリーズ）（伊魯）
- The♥南瓜酒（森田）
- 少年宮本武藏 腕白二刀流（日语：少年宮本武蔵 わんぱく二刀流）（宮本武藏〈幼年時期〉）
- SPACE COBRA（簡·羅雅爾[14]）
- 怪博士與機器娃娃 企鵝村英雄傳說（日语：Dr.スランプアラレちゃん ペンギン村英雄伝説）（波莉·巴克茨）
- 我是妙殿下！（日语：パタリロ!）（馬萊希（日语：マライヒ））
- 我的青春的阿卡迪亞 無限軌道SSX（日语：わが青春のアルカディア 無限軌道SSX）（萊奧塔德）
- 我是貓（春子）

1983年
- 貓眼三姐妹（來生淚）
- 銀河疾風流離我（黛安·赫爾希）
- 猿飛小忍者（日语：さすがの猿飛）（夏子〈第2代〉）
- 伏魔小旋風（天丸）
- 漫畫日本史（日语：まんが日本史 (日本テレビ)）（聖德太子〈幼少期〉、鸕野讚良皇女）
- 咪姆多彩夢幻之旅（咪姆）

1984年
- 樹熊歷險記（日语：コアラボーイ コッキィ）（柯基）
- Gu-Gu甘莫（日语：Gu-Guガンモ）（阿信）
- 星槍士俾斯麥（多米戈）
- 宗谷物語（日语：宗谷物語）（菊子）
- 高帽子的梅莫兒（小孩）
- 牧場上的少女卡特莉（莎拉·伍康納米）
- 雙子鷹（日语：ふたり鷹）（澤渡緋沙子）

1985年
- 惡魔島的王子 三眼神童[注 2]（寫樂保介[15]）
- 北斗神拳（1985～1987，瑪米亞）2系列
- 魯邦三世 PARTIII（日语：ルパン三世 PARTIII）（米哈伊爾·卡扎諾夫）

1986年
- 銀牙 -流星 銀-（庫洛斯[16]）
- 青春動畫全集（日语：青春アニメ全集）（初枝、笠井京子）
- 七龍珠（哈斯基）
- 莫克和甜甜（朵利莫格）

1987年
- 奇天烈大百科（1987[注 3]～1996，奇天烈〈木手英一〉、木手英乃進、烏鴉）2系列
- 城市獵人（1987～1989，亞月菜摘、麻上亞紀子）

1988年
- 美味大挑戰（唐山領子）
- 新格林名作劇場（1988～1989，「六羽白鳥」魔女、（王子）
- 麵包超人（湯匙小姐〈初代〉）

1989年
- 新仙魔大戰（皮亞·馬可／聖·馬可／亞歷山德馬可[17]）
- 手塚治虫物語 我是孫悟空（日语：ぼくのそんごくう）（羅刹女[18]）
- YAWARA！（豬熊玉緒）

1990年
- 神通小精靈（寶之番人）
- 長腿叔叔（凱薩琳·李貝特院長、瑪歌·福斯特、露西亞·辛普森）

1991年
- 勇者鬥惡龍 達伊的大冒險 (1991年版)（1991～1992，達伊（日语：ダイ (ダイの大冒険)）[19]）
- 崔普一家物語（瑪蒂達夫人）

1992年
- 風中少女 金髮珍妮（史蒂芬·柯林斯·福斯特）
- 2020年Wonder Kiddy（日语：2020年ワンダー・キディ）（艾肯）

1995年
- 羅密歐的藍天（阿爾弗雷德·馬丁尼[20]）

1996年
- 靈異教師神眉（1996～1997，立野廣）

1997年
- 金田一少年之事件簿（1997～2007，佐伯航一郎、響靜歌）1系列 + 特別篇

1998年
- 魔法陣都市（拉莉·夏安）
- 星方武俠（日语：星方武侠アウトロースター）（希爾達）

1999年
- 週刊故事樂園（日语：週刊ストーリーランド）（1999～2000，小松、旁白、立花佐知子）
- 數碼寶貝大冒險（1999～2001，八神太一、武之內淑子、垃圾桶獸、皮皮獸、螃蟹獸、鋼鐵海龍獸 等）2系列

2000年
- 世界名作劇場 完結版 萬里尋親記（旁白）

2002年
- 犬夜叉（驅魔屋）
- 十二國記（舒覺）

2003年
- 魔法少年賈修（索菲斯（日语：ゾフィスとココ））
- 最遊記RELOAD（烏）
- 高橋留美子劇場 人魚之森（七生）
- 惑星奇航（星野晴子）

2004年
- 蒼穹之戰神（赫絲特·蓋洛普）

2005年
- 玻璃假面 (2005年版)（月影千草）

2006年
- 真仙魔大戰（皮亞·馬可）

2007年
- 風之少女艾蜜莉（伊麗莎白·墨瑞）
- 帝托拉傳奇（泰根[21]）
- 物怪「座敷童子」（久代）

2008年
- 艾莉森與莉莉亞（科拉松·穆特女史[22]）
- 致命紫羅蘭：編號044（日语：ウルトラヴァイオレット#テレビアニメ）（女人的聲音）
- 黑塚 -KUROZUKA-（日语：黒塚 KUROZUKA）（沙仁輪[23]）
- 地獄少女 三鼎（蘆谷富士子）
- SCARECROWMAN THE ANIMATION（日语：スケアクロウマン）（簡）
- 秘密 ～The Revelation～（狹川和歌子）
- 魔人偵探腦嚙涅羅（入山芳惠）
- ONE OUTS（BIG MOM）

2009年
- 機動戰士鋼彈00 2nd（新地球聯邦總統）
- 花漾明星KIRARIN STAGE3（魔女）
- 源氏物語千年紀 Genji（弘徽殿女御[24]）

2010年
- RAINBOW -少年犯之七人-（園長）

2011年
- 花牌情緣（2011～2013，宮內妙子）2系列
- 元氣媽媽（アソちゃん）

2012年
- 數碼寶貝合體戰爭 ～穿越時空的少年獵人們～（八神太一）
- ONE PIECE（夏洛特·莉莉／BIG MOM〈初代〉）

### 電影動畫
1968年
- 劇場版 安徒生物語（日语：アンデルセン物語#劇場映画「アンデルセン物語」（1968年））（安徒生〈少年時期〉、漢斯[25]）

1969年
- 長靴貓（皮耶爾）

1976年
- 劇場版 一休和尚（一休）
- 一休和尚：虎退治（一休）
- 一休和尚：尿床的公主（一休）

1979年
- 劇場版 銀河鐵道999（シャドウ）

1980年
- 奔向地球（媽媽）
- 火鳥2772：愛的宇宙空間（莉娜[26]）

1981年
- 明日之丈2（林紀子）

1982年
- SPACE ADVENTURE COBRA（凱薩琳·弗拉瓦[27]）

1983年
- 劇場版 骷髏13（辛蒂[28]）
- 我是妙殿下！星塵計劃（日语：パタリロ!#劇場アニメ）（瑪萊希[29]）

1984年
- 超人洛克（日语：超人ロック）（科妮莉亞·普里姆[30]）

1985年
- 劇場版 Gu-Gu甘莫（日语：Gu-Guガンモ）（阿信）
- 戰國魔神豪將軍：時之異邦人（雷米的母親）

1986年
- RUNNING BOY 星際戰士的秘密（日语：RUNNING BOY スター・ソルジャーの秘密）（東園寺秀樹）

1987年
- 格林兄弟童話 黃金鳥（日语：黄金の鳥）（露露）
- 聖鬥士星矢 邪神艾莉絲（艾莉絲）
- 妖獸都市（麻紀繪[31]）

1991年
- 魔法陣都市（拉莉·夏安）
- 劇場版 勇者鬥惡龍 達伊的大冒險（日语：ドラゴンクエスト ダイの大冒険 (1991年の映画)）（達伊（日语：ダイ (ダイの大冒険)））

1992年
- 魔法陣都市2（拉莉·夏安）
- 拯救地球吧！夥伴們 奇比貓湯姆的大冒險（日语：ちびねこトムの大冒険）（湯姆）
- 勇者鬥惡龍 達伊的大冒險：站起來!! 阿邦的使徒（日语：ドラゴンクエスト ダイの大冒険 起ちあがれ!!アバンの使徒）（達伊）
- 勇者鬥惡龍 達伊的大冒險：突破吧!! 新生6大將軍（日语：ドラゴンクエスト ダイの大冒険 ぶちやぶれ!!新生6大将軍）（達伊）

1993年
- 劇場版 暖暖日記（暖暖）

1996年
- (超) 劇場版！靈異教師神眉（立野廣）
- （PiPi）

1997年
- 靈異教師神眉：午夜0點，神眉必死！（鵺野鳴介）
- 靈異教師神眉：恐怖的暑假！妖海傳說（鵺野鳴介）

1998年
- 蓮如物語（尼僧）

1999年
- 劇場版 數碼寶貝大冒險（八神太一）
- 名偵探柯南：世紀末的魔術師（浦思青蘭）

2000年
- 數碼寶貝大冒險：我們的戰爭遊戲！（八神太一、武之內淑子）
- 數碼寶貝大冒險02 前篇：數碼獸颶風登陸!!／後篇：超絕進化!!黃金的數碼裝甲（八神太一）

2001年
- 數碼寶貝大冒險02：超惡魔獸的逆襲（八神太一）
- 名偵探柯南：往天國的倒數計時（常盤美緒[32]）

2002年
- 哆啦A夢：大雄與機器人王國（瑪利亞[33]）
- ONE PIECE 珍獸島之喬巴王國（鴉助）

2008年
- 劇場版 鬼太郎 日本爆裂!!（風祭京夜）

2010年
- 劇場版 機動戰士鋼彈00 -A wakening of the Trailblazer-（地球聯邦總統[34]）

2011年
- 殼中少女 壓縮（貝爾·溫格）

2012年
- 殼中少女 排氣（貝爾·溫格）

### OVA
1985年
- 搞怪拍檔的大對決 諾蘭蒂亞之謎（薩馬拉）
- [注 4]

1986年
- 縣立地球防衛軍（日语：県立地球防衛軍）（豬上裕子）
- 那由他（日语：那由他 (漫画)）（奇洛〈少年時期〉）

1987年
- 禁斷默示錄 Crystal Triangle（日语：禁断の黙示録 クリスタル・トライアングル）（朱諾·卡西迪）
- JUNK BOY（日语：JUNK BOY）（織田由貴）
- 瞳孔中的少年 15少年漂流記（戈登）

1988年
- 惡魔新娘 蘭之組曲（日语：悪魔の花嫁）（維納斯）
- 宇宙家族卡爾賓（日语：宇宙家族カールビンソン）（媽媽）
- 哭泣殺神（奇姬）
- 瓦特·波與我們的物語（日语：ワット・ポーとぼくらのお話）（果醬）

1989年
- 午夜之眼（日语：ゴクウ）（門間良子）
- 銀河英雄傳說（蘇珊娜·馮·培尼明迪）
- 超人洛克 羅特雷旺（日语：超人ロック#OVA・ロードレオン）（科妮莉亞）
- 朱鷺色怪魔（日语：朱鷺色怪魔）（雷祥繪）

1991年
- 3×3 EYES（黃／迅鬼）
- 咆哮女郎巴明欣（東條夫人）

1992年
- OZ（日语：OZ (樹なつみの漫画)）（1019、帕梅拉·艾波斯坦）
- 鴉天狗KA·BU·TO 黃金之眼的野獸（玉虫）
- 機神兵團（日语：機神兵団）（鷹村大志）
- 聖傳（舍脂）
- 世界之光 親鸞聖人（日语：世界の光 親鸞聖人）（御內室）

1993年
- 輾轉難眠的江戶！（日语：お江戸はねむれない!）（高尾[35]）
- 流星機學生霸（日语：流星機ガクセイバー）（少年A）

1996年
- 怪醫黑傑克（薰光尼）

1997年
- Psycho Diver 魔性菩薩（日语：サイコダイバー・シリーズ）（鮎原京子）

1998年
- 銀河英雄傳說外傳 白銀之谷（蘇珊娜·馮·培尼明迪）
- 靈異教師神眉 決戰！陽神術vs壁男（立野廣）
- 靈異教師神眉 校園七大不可思議，小美怪談（立野廣）

1999年
- 靈異教師神眉 史上最大激戰！絕鬼來襲!!（立野廣）

2000年
- 銀河英雄傳說外傳 決鬥者（蘇珊娜·馮·培尼明迪）

2006年
- HELLSING（女王）

2008年
- 柳瀨嵩童話劇場 再見巨無霸（日语：やなせたかしメルヘン劇場#さよならジャンボ）（帕魯）

### 遊戲
1990年
- 追逐卡門·桑迪戈！世界篇（日语：カルメン・サンディエゴ#PCエンジン版）（卡門·桑迪戈）

1992年
- 天外魔境II 卍MARU（卍丸的母親、芭芭拉夫人）

1993年
- 天外魔境 風雲歌舞伎傳（日语：天外魔境 風雲カブキ伝）（茱莉亞）

1996年
- 究極倉庫番（レディ·ビー）
- 月花霧幻譚 ～TORICO～（日语：月花霧幻譚〜TORICO〜）
- COBRA THE SHOOTING（レディ）

1997年
- 靈異教師神眉（立野廣）

2000年
- 決戰（日语：決戦 (コーエー)）（阿勝）
- NEUES（席拉·艾凡斯、獨角獸）
- 北斗神拳 世紀末救世主傳說（日语：北斗の拳 世紀末救世主伝説）（瑪米亞）

2001年
- 暴走公主（日语：暴れん坊プリンセス）（茉莉）
- 數碼寶貝03馴獸師之王 Battle Evolution（日语：デジモンテイマーズ バトルエボリューション）（八神太一）
- 松本零士999 ～Story of Galaxy Express 999～（日语：松本零士999 〜Story of Galaxy Express 999〜）

2003年
- 十二國記 -紅蓮之標 黃塵之路-（日语：十二国記 -紅蓮の標 黄塵の路-）（舒覺）

2004年
- 魔法少年賈修 激鬥！最強的魔物們（日语：金色のガッシュベル!! 激闘!最強の魔物達）（索菲斯（日语：ゾフィスとココ））
- 魔法少年賈修 友情的電擊2（日语：金色のガッシュベル!! うなれ!友情の電撃2）（索菲斯）

2005年
- 魔法少年賈修 友情搭檔作戰2（日语：金色のガッシュベル!! 友情タッグバトル#金色のガッシュベル!! 友情タッグバトル2）（索菲斯）
- 魔法少年賈修 魔鬼對戰（索菲斯）
- 新光明與黑暗（日语：シャイニング・フォース ネオ）（瑪麗亞）
- 北斗神拳（日语：北斗の拳 (対戦型格闘ゲーム)）（瑪米亞）

2008年
- 人中之龍 登場！（鶴屋的女老闆）

2010年
- 數碼寶貝合體戰爭 超數碼大戰（日语：デジモンクロスウォーズ　超デジカ大戦）（八神太一）

2013年
- 數碼寶貝大冒險（八神太一[36]）

2014年
- ONE PIECE 超級偉大航路之爭！X（夏洛特·莉莉／BIG MOM）

2019年
- JUMP FORCE（達伊）[注 5]
- 魔法少年賈修 Golden Memories（索菲斯[37]）

### 廣播劇CD
- 十二國記 夢三章（舒覚）
- 數碼寶貝大冒險02 最好的夥伴 (1) 八神太一 & 亞古獸
- 夜叉鬼想傳（藤峰）

### 外語配音

#### 演員
格倫·克洛斯
- 空軍一號（凱薩琳·班尼特副總統）※影碟版。
- 夜戀（英语：Evening (film)）（惠特伯恩太太）
- 星戰毀滅者（瑪莎·戴爾）
- 撞邪小姐（英语：Maxie (1985 film)）（簡／麥絲）※東京電視台版。
- 超完美嬌妻（英语：The Stepford Wives (2004 film)）（克蕾兒）
- 泰山（卡娜（英语：Kala (Tarzan)））
- 泰山2（卡娜）

戈爾迪·霍恩
- 驚弓之鳥（英语：Bird on a Wire (film)）（瑪莉安·葛瑞夫茲）※朝日電視台版。
- 捉神弄鬼（海倫·夏普）※日本電視台版。
- 小迷糊闖七關（英语：Foul Play (1978 film)）（葛洛麗亞·蒙迪）※朝日電視台版。
- 小迷糊天翻地覆（英语：Overboard (1987 film)）（喬安娜·斯泰頓）※機內上映版。
- 小迷糊當大兵（英语：Private Benjamin (1980 film)）（茱蒂絲·“茱蒂”·班傑明）※朝日電視台版。
- 小迷糊喜相逢（英语：Seems Like Old Times (film)）（格蘭達·嘉丹妮爾·帕克斯）
- 橫衝直撞大逃亡（盧·琴·帕布倫）※朝日電視台版。
- 老爸老媽愛出牆（英语：Town & Country (film)）（莫納·莫里斯）

珍·芳達
- 家有辣嬤（喬治亞·蘭德爾）
- 野獸婆婆（英语：Monster-in-Law）（薇奧拉·菲爾茲）
- 史丹利與愛莉絲（英语：Stanley & Iris）（愛莉絲·金）

凱瑟琳·特納
- 綠寶石（瓊·威爾德）※朝日電視台版[注 6]。
  - 尼羅河寶石（瓊·威爾德）※朝日電視台版[注 6]。
- 玫瑰戰爭（英语：The War of the Roses (film)）（芭芭拉·蘿絲）※影碟版。

蜜雪兒·菲佛
- 蝙蝠俠大顯神威（貓女／瑟琳娜·凱爾）※朝日電視台版。
- 一曲相思情未了（英语：The Fabulous Baker Boys）（蘇茜·戴蒙德（英语：Susie Diamond））※東京電視台版。
- 破曉時刻（英语：Tequila Sunrise (film)）（喬·安·瓦蓮納里）※影碟版。

桑德拉·洛克
- 金拳大對決（英语：Any Which Way You Can）（林恩·海爾賽-泰勒）※朝日電視台版[注 7]。
- 不屈不撓（英语：Bronco Billy）（安朵涅特·莉莉）※朝日電視台版[注 8]。
- 撥雲見日（珍妮佛·史賓瑟）※TBS版。

蘇珊·莎蘭登
- 阿飛外傳（英语：Alfie (2004 film)）（利茲）
- 終極證人（瑞吉娜·“瑞吉”·樂福）※影碟版。
- 伊麗莎白小鎮（荷莉·拜倫）
- 屍中罪（琳恩外婆）
- 談情共舞（貝弗莉·克拉克）※日本電視台版。
- 極速賽車手（駭速老媽）

特瑞·加爾
- 第三類接觸（羅尼·奈瑞）※朝日電視台版。
- 杜絲先生（桑迪·萊斯特）※富士電視台版[注 9]。
- 新科學怪人（茵嘉）※LD版。

#### 電影／電視影集
| 作品年份 | 作品名稱                    | 配演角色              | 演員                | 媒介                             |
| -------- | --------------------------- | --------------------- | ------------------- | -------------------------------- |
| 年份不詳 | 安妮·法蘭克                 | 艾迪特·弗蘭克         | －                  | －                               |
| 1949     | 瑪拉帕加之牆                | 塞奇納                | 薇菈·塔沃奇         | 朝日電視台版                     |
| 1955     | 希區柯克懸念故事集          | －                    | －                  | 日本電視台版                     |
| 1958     | 迷魂記                      | 瑪裘瑞·“梅姬”·伍德    | 芭芭拉·貝爾·格迪斯  | 朝日電視台版                     |
| 1966     | 大餐廳                      | 薇薇·葛拉             | 薇薇·葛拉           | 朝日電視台版                     |
| 1966     | 聖經：創世紀                | 撒拉                  | 艾娃·加德納         | 日本電視台版／DVD收錄            |
| 1967     | 吾愛吾師                    | 芭芭拉·“巴伯斯”· 珮吉 | 露露                | 朝日電視台版／DVD收錄            |
| 1968     | 活死人之夜                  | 海倫·庫柏             | 瑪麗蓮·伊士曼       | VHS&DVD版本                      |
| 1968     | 黑街喋血                    | 茱莉·羅斯             | 蘇珊·克拉克         | 日本電視台版／BD收錄             |
| 1970     | 雨中怪客                    | 瑪莉                  | 瑪琳·蕎伯特         | TBS版／BD收錄                    |
| 1972     | 難補情天恨                  | 比莉·霍利戴           | 戴安娜·羅斯         | DVD版本                          |
| 1973     | 邪惡之觸                    | 科拉·布雷克           | 卡洛爾·琳蕾         | 日本電視台版                     |
| 1973     | 大法師                      | 克莉絲·麥可尼爾       | 艾倫·鮑絲汀         | 日本電視台版                     |
| 1974     | 艾曼紐夫人                  | 瑪麗亞安吉            | 克莉絲汀·波森       | 朝日電視台版／BD收錄             |
| 1975     | 警網雙雄 (第1季)            | 沙曼·克連恩           | 揚·史米瑟斯         | TBS版                            |
| 1976     | 蓋博與朗白                  | 卡蘿·倫芭             | 吉爾·克雷伯格       | 朝日電視台版                     |
| 1976     | 銀線號大血案                | 希爾德加·“希爾”·邦斯  | 吉爾·克雷伯格       | LD版本                           |
| 1977     | 尋找顧巴先生                | 凱莎琳                | 塔斯黛·韋爾德       | VHS版本                          |
| 1977     | 轉捩點                      | 艾米麗雅·羅德傑斯     | 萊斯里·布朗恩       | TBS版                            |
| 1977     | 週末夜狂熱                  | 安妮                  | 唐娜·佩斯考         | 朝日電視台版                     |
| 1978     | 尼羅河上的慘案 (1978年電影) | 林內特·瑞吉薇·道爾    | 洛伊絲·奇利斯       | 朝日電視台版／BD收錄             |
| 1978     | 月光光心慌慌                | 洛莉·史特羅德         | 潔美·李·寇蒂斯      | TBS版／BD收錄                    |
| 1979     | 警察智鬥外星人              | 薇薇·葛拉             | 薇薇·葛拉           | 朝日電視台版                     |
| 1979     | 食人魚                      | 凱特·尼維爾           | 凱倫·布萊克         | 富士電視台版                     |
| 1980     | 衝出地獄海                  | 達納·阿奇博爾德       | 安妮·阿徹           | LD版本                           |
| 1981     | Gangster Wars               | 喬伊·奧斯勒           | 查德·瑞丁           | 富士電視台版                     |
| 1981     | 神劍                        | 摩根勒菲              | 海倫·美蘭           | 朝日電視台版                     |
| 1981     | 加州玩偶                    | 艾莉絲                | 維琪·弗雷德里克     | 朝日電視台版／DVD收錄            |
| 1981     | 英雄一身膽                  | 多米諾                | 瑞秋·沃德           | 朝日電視台版／BD收錄             |
| 1982     | 猛龍怪客2                   | 格里·尼可斯           | 吉爾·愛蘭德         | 日本電視台版                     |
| 1982     | 安妮                        | 阿嘉莎·漢尼根老師     | 卡洛·柏奈特         | VHS版本                          |
| 1982     | 軍官與紳士                  | 利內特·普默洛伊       | 麗莎·柏朗特         | 富士電視台版                     |
| 1982     | 48小時                      | 伊蓮·馬歇爾           | 安妮特·奧圖         | 日本電視台1985年錄製版           |
| 1983     | 天使的憤怒                  | 珍妮佛·帕克           | 賈桂琳·史密斯       | VHS版本                          |
| 1983     | 巴黎來的私生子              | 讓·克勞德·古耶林      | 塞巴斯丁·鄧肯·鄧根  | 朝日電視台版                     |
| 1983     | 龍飛鳳舞                    | 勞拉                  | 菲諾拉·休斯         | －                               |
| 1983     | 親密關係                    | 愛瑪·格林維·赫頓      | 黛博拉·溫姬         | 日本電視台版                     |
| 1984     | 魔宮傳奇                    | 威利·斯科特           | 凱特·卡普肖         | 日本電視台版                     |
| 1984     | 魔鬼剋星                    | 珍妮·莫爾尼茲         | 安妮·帕茲           | 富士電視台／朝日電視台版         |
| 1984     | 小子難纏                    | 露西兒·拉魯索         | 芮蒂·海樂           | 朝日電視台版                     |
| 1984     | 邁阿密風雲                  | 薇樂莉·戈登           | 潘·葛瑞兒           | 東京電視台版                     |
| 1984     | 比佛利山警探                | 珍妮·薩默斯           | 麗莎·伊麗巴切兒     | 朝日電視台版                     |
| 1985     | 七寶奇謀                    | 麥奇·沃爾什           | 辛·艾斯丁           | TBS版                            |
| 1985     | 少狼                        | 潘蜜拉·威爾斯         | 洛麗·格里芬         | 朝日電視台版／BD&DVD收錄         |
| 1985     | 刀鋒邊緣                    | 茱莉·顏森             | 凱倫·奧斯丁         | 朝日電視台版                     |
| 1985     | 凱恩與阿貝爾                | 佐菲亞·拉什諾夫斯基   | 艾伯塔·沃森         | TBS版                            |
| 1986     | 漢娜姊妹                    | 赫莉                  | 黛安·韋斯特         | 朝日電視台版／DVD收錄            |
| 1986     | 鬼哭神號2：陰風怒吼         | 黛安·費林             | 喬貝絲·威廉斯       | 富士電視台版／BD收錄             |
| 1986     | 法網神鷹                    | 勞拉·凱利             | 黛博拉·溫姬         | 機內上映版                       |
| 1986     | 領航員                      | 大衛·弗里曼           | 喬伊·克拉默爾       | 日本電視台版／數位修復BD&DVD收錄 |
| 1986     | 天使的憤怒續集              | 珍妮佛·帕克           | 賈桂琳·史密斯       | VHS版本                          |
| 1986     | 驚異傳奇                    | 瓊·西蒙斯             | 海莉·米爾斯         | 電視播出版                       |
| 1988     | 邁阿密風雲 (第4季)          | 羅伊斯·布萊絲         | 阿卜杜勒            | 東京電視台版                     |
| 1988     | 陰間大法師                  | 德麗婭·迪茲           | 凱瑟琳·奧哈拉       | DVD版本                          |
| 1988     | 法律之上                    | 德洛莉絲·傑克遜       | 潘·葛瑞兒           | 朝日電視台版                     |
| 1988     | 四個千金兩個媽              | 蘿絲·謝爾頓           | 莉莉·湯姆琳         | VHS版本                          |
| 1988     | 風雲女郎                    | 墨菲·布朗             | 坎娣絲·伯根         | NHK版                            |
| 1988     | 雙面嬌娃 (第5季)            | 安妮·查爾諾克         | 維吉妮婭·馬德森     | NHK版                            |
| 1988     | 密西西比在燃燒              | 佩爾太太              | 法蘭絲·麥杜雯       | 影碟／朝日電視台版               |
| 1988     | 龍兄鼠弟                    | 琳達·梅森             | 科洛·韋伯           | 朝日電視台版                     |
| 1989     | 在地心攔截                  | 喬伊斯·科林斯         | 南茜·艾薇哈德       | 朝日電視台版／BD收錄             |
| 1989     | 神探可倫坡：魔術師之死      | 寶拉·霍爾博士         | 凱倫·奧斯丁         | 日本電視台版                     |
| 1989     | 回到陰陽界                  | 科瑞涅·謝弗里斯       | 斯碧爾·謝波德       | 影碟版本                         |
| 1989     | 親情紐帶 (第7季)            | 艾莉絲·基頓           | 梅若蒂絲·巴斯特     | 東京電視台版                     |
| 1989     | 女人心海底針                | 瑪莉·費雪             | 梅莉·史翠普         | 影碟版本                         |
| 1990     | 回到未來III                 | 克萊拉·克萊頓         | 瑪麗·斯汀伯根       | 日本電視台版                     |
| 1990     | 史黛拉                      | 珍妮絲·莫里遜         | 瑪莎·曼森           | 日本電視台版                     |
| 1990     | 機器戰警2                   | 茱麗葉特·法克斯       | 貝琳達·鮑兒         | 朝日電視台版                     |
| 1990     | 神探奇兵                    | 柯琳·薩頓             | 普里西拉·普里斯萊   | DVD版本                          |
| 1990     | 魔俠震天雷                  | 茱莉·海斯廷斯         | 法蘭絲·麥杜雯       | 朝日電視台版／BD收錄             |
| 1990     | 剪刀手愛德華                | 帕戈·博格斯           | 黛安·韋斯特         | 朝日電視台版                     |
| 1991     | 綻放                        | 卡洛兒                | 費娜瑞·希吉絲       | NHK教育版                        |
| 1991     | 醫生                        | 安·麥克               | 克莉絲汀·拉緹       | VHS版本                          |
| 1991     | 醜態百出                    | 茉利                  | 萊斯利·安·華倫      | DVD版本                          |
| 1991     | Bingo                       | 娜塔莉·德夫林         | 辛蒂·威廉斯         | VHS版本                          |
| 1991     | 親密陌生人                  | 柯瑞·惠勒             | 黛比·哈利           | 東京電視台版                     |
| 1991     | 昨日今日永遠                | 迪克西·倫納德         | 貝蒂·米勒           | DVD版本                          |
| 1992     | 愛在戰火蔓延時              | 琳達·芙斯             | 梅拉尼·格里菲思     | 東京電視台版                     |
| 1992     | 這是我的一生                | 多蒂·英格爾斯         | 朱莉·凱夫納         | VHS版本                          |
| 1992     | 德莉亞·史密斯的烹飪課程     | 德莉亞·史密斯         | 德莉亞·史密斯       | LaLa TV頻道                      |
| 1992     | 史蒂芬金之夢遊者            | 瑪莉·布雷迪           | 艾麗絲·克里奇       | VHS&DVD版本                      |
| 1992     | 玩具兵團                    | 艾露賽西亞·澤波       | 瓊安·庫薩克         | DVD版本                          |
| 1993     | 這個男孩的生活              | 卡洛琳·吳爾芙·漢森    | 艾倫·芭金           | VHS&DVD版本                      |
| 1993     | 看誰在說話3                 | 達芙妮                | 黛安·基頓           | VHS&DVD版本                      |
| 1995     | 外星界限                    | 莉迪亞·曼寧司令官     | 安妮特·奧圖         | WOWOW版                          |
| 1995     | 威猩闖天涯                  | 瑪格麗特·海勒         | 海倫·薛佛           | 富士電視台版                     |
| 1995     | 急診室的春天 (第2季)        | 凱西·史奈德           | 梅根·葛拉罕         | NHK教育版                        |
| 1995     | 等待夢醒時分                | 葛洛麗亞·馬修斯       | 洛瑞塔·德維尼       | DVD版本                          |
| 1996     | 海豚的故事 (第1季)          | 席尼·布魯斯特         | 阿德里安娜·巴碧悠   | BD&DVD版本                       |
| 1996     | 魔法少女薩琳娜              | 澤爾達·斯佩爾曼       | 貝絲·布羅德里克     | NHK教育版                        |
| 1997     | 神探可倫坡：一場兇殺案      | 凱斯琳·卡爾沃特       | 莎拉·達斯           | 日本電視台版                     |
| 1997     | 奪面雙雄                    | 伊芙·阿徹             | 瓊·愛倫             | 富士電視台版                     |
| 1997     | 艾莉的異想世界              | 特蕾西·克拉克         | 特蕾西·厄爾曼       | NHK綜合版                        |
| 1997     | 老公老婆不登對              | 奇蒂·蒙哥馬利         | 蘇珊·蘇利文         | NHK綜合版                        |
| 1999     | 菊熙                        | 孫新英的母親          | －                  | NHK-BS2版                        |
| 2000     | 扭轉未來                    | 珍妮                  | 莉莉·湯姆琳         | DVD版本                          |
| 2000     | 棋愛一生情                  | 薇拉                  | 潔拉汀·詹姆斯       | VHS&DVD版本                      |
| 2000     | 麻辣女王                    | 凱希·莫寧賽德         | 坎娣絲·伯根         | 日本電視台版                     |
| 2001     | 金法尤物                    | 史坦葳                | 霍蘭·泰勒           | 日本電視台版                     |
| 2001     | 阿瓦隆的迷霧                | 薇薇安                | 安潔莉卡·休斯頓     | NHK-BS2版                        |
| 2002     | 神探阿蒙                    | 琳達·弗斯科           | 莎朗·勞倫斯         | NHK-BS2版                        |
| 2002     | 天兆                        | 卡洛琳·帕斯基         | 切利·瓊斯           | 富士電視台版                     |
| 2003     | 再見列寧                    | 克莉絲蒂安·柯拿       | 嘉雲·莎絲           | DVD版本                          |
| 2003     | 我是凱撒，10歲半，139公分   | 格洛麗亞              | 安娜·卡里娜         | DVD版本                          |
| 2004     | CSI犯罪現場：邁阿密 (第2季) | 史特拉·波納塞拉       | 美琳娜·卡娜卡瑞迪斯 | WOWOW版                          |
| 2004     | 十面埋伏                    | 老鴇                  | 宋丹丹              | 朝日電視台版                     |
| 2005     | 異世奇人                    | 卡珊卓拉              | 佐伊·沃納梅克       | NHK版                            |
| 2006     | 國王人馬                    | 巴登太太              | 凱西·柏克           | DVD版本                          |
| 2006     | 黃真伊                      | 任白舞                | 金姈愛              | NHK-BS2版                        |
| 2007     | 飛天大盗 (第4季)            | 維若妮卡·鮑爾         | 派翠西亞·哈奇       | NHK-BS2版                        |
| 2007     | 珍奧斯汀的戀愛教室          | 伯納黛特              | 凱西·柏克           | DVD版本                          |
| 2009     | 慾望師奶 (第5季)            | 梅蓮娜·康米尼茲       | 喬安娜·卡西迪       | NHK-BS2版                        |
| 2009     | 美女上錯身                  | 伊萊恩·賓漢           | 費斯·普林斯         | WOWOW版                          |
| 2009     | 女王                        | 瑪格麗特·柴契爾       | 萊斯莉·蔓薇爾       | NHK版                            |
| 2011     | 珍·瑪波5：遲來的報復        | 朵莉·班特里           | Joanna Lumley       | NHK BS Premium版                 |
| 2011     | 開運兔                      | 邦妮·歐海爾           | 伊麗莎白·帕金斯     | 劇院公映版                       |
| 2011     | 戀搞好朋友                  | 洛娜                  | 派翠西婭·克拉克森   | BD版本                           |

- 霹靂遊俠[b]
  - 試映版（坦雅·沃克〈菲利斯·戴維斯（英语：Phyllis Davis）〉）
  - 霹靂遊俠 (第2季)（史蒂芬妮·梅遜〈凱薩琳·希克蘭（英语：Catherine Hickland）〉）

#### 動畫
- 雪地靈犬2（英语：Balto II: Wolf Quest）（珍娜〈茱蒂·班森〉）
- 雪地靈犬3（日语：バルト 大空に向かって）（珍娜〈茱蒂·班森〉）
- 仙履奇缘（崔西里亞〈露西兒·布里斯（英语：Lucille Bliss）〉）※1992年公映版。
- 唐老鴨俱樂部2017（戈爾迪·奧吉爾特〈艾莉森·珍妮〉）
- 小姐與流氓（小姐〈芭芭拉·盧迪（英语：Barbara Luddy）〉）
- 小姐與流氓2：狗兒逃家記（小姐〈茱蒂·班森〉）
- 一家之鼠3：野外求生記（野獸〈維吉妮婭·馬德森〉）
- 奇比貓湯姆的大冒險（日语：ちびねこトムの大冒険）（湯姆）
- 湯姆貓與傑利鼠 (TBS版)（傑利、小不點（英语：Nibbles (Tom and Jerry)）／塔菲、惡魔）

### 人偶劇
- 伊賀的影丸（日语：伊賀の影丸）（影丸）
- 突然出現的葫蘆島（日语：ひょっこりひょうたん島）
- 兒童布偶劇場（日语：こどもにんぎょう劇場）
  - 「幸福的王子」
  - （彥一）

### 廣播節目
- （文化放送，1963年）
- 青山二丁目劇場（日语：青山二丁目劇場）（文化放送，2006年1月4日－2014年7月）
- 青澀之夜（日语：ファンタジーワールド）
- 卒業～Cross World（日语：ファンタジーワールド）
- 深夜感性民謠（日语：夜のバラード (東京放送)）（TBS廣播，與富川澈夫（日语：富川すみ夫）搭檔主持。1969年－1970年9月）
- （NHK廣播第2頻率）

### 柏青哥、角子機
- 颯美
  - 角子機「北斗神拳」（瑪米亞）
  - 柏青哥「CR北斗神拳 傳承」（瑪米亞）
  - 柏青哥「CR北斗神拳 強敵」（瑪米亞）

### 綜藝節目
- 隧道二人組的大家的福（日语：とんねるずのみなさんのおかげです）（「前略母親大人（日语：前略おふくろ様）'93」－飾演 仲居／光子）
- Animax10週年紀念節目 電視動畫45年史 動畫為什麼會有趣!?（旁白）
- 遊戲捉迷藏
- 親子元（旁白）
- （旁白）
- （朗讀）
- DOWN TOWN的不是給小孩的工作!!（日语：ダウンタウンのガキの使いやあらへんで!!）（旁白）
- 分（旁白）
- 21世紀愛迪生（日语：21世紀エジソン）（旁白）
- Goro Presents My Fair Lady（日语：Goro's Bar Presents マイ・フェア・レディ）（旁白）
- 絕對想見的1001人（日语：クメピポ! 絶対あいたい1001人）（旁白）
- 5MEN旅（日语：5MEN旅）（旁白）
- （旁白）
- 揭開寺廟面紗（日语：お坊さんバラエティ ぶっちゃけ寺） 3小時特別節目（一休的聲音）
- 團塊Style（日语：団塊スタイル）（旁白）

### 廣告
- 日本香堂（日语：日本香堂）（「每日香（日语：毎日香）」君，1990年代）
- 再春館製藥所（日语：再春館製薬所） 電台廣告（TOKYO FM「赤坂泰彥的DEAR FRIENDS」放送）
- 富士通將軍（「nocria」旁白）
- 三洋電機（旁白）
- 衛采（「新整胃」北歐 三姉妹篇）
- 紅牛能量飲料 赤篇（奶奶）
- 宇津救命丸（日语：宇津救命丸）（廣告歌曲）

### 其它
- NHK-BS1 ENJOY LIFE『瑪格麗特的鄉村工房』（瑪格·拉夫曼）
- 以原畫和朗讀缀文而成的人造人009的世界 ～追蹤在海底的神秘金字塔！～（001／伊凡·維斯基）
- 情報Presenter Tokudane！（日语：情報プレゼンター とくダネ）（旁白）

## 音樂作品

### 電視劇
- 美（電視劇《紅粉健兒》）
- （《大家的歌（日语：みんなのうた）》）
- 小鳥少女（電視劇主題歌）
- 屋（《屋》主題歌）
- （《屋》劇中插入歌）
- 何愛（《SF電視劇 猿人軍團（日语：SFドラマ 猿の軍団）》劇中插入歌）[注 25]

### 電視動畫
- （動畫版《金剛》主題歌）
- 小人（《格列佛歷險記（英语：The Adventures of Gulliver）》日語版主題歌）
- 歌（《多羅羅》主題歌）
- ！（《嚕嚕米》主題歌）
- （《一休和尚》片尾主題歌）
- （《我是妙殿下！（日语：パタリロ!）》插入歌）
- 悲歌（《我是妙殿下！星塵計劃（日语：パタリロ!#劇場アニメ）》插入歌）
- （《奇天烈大百科》片尾主題歌）[注 26]
- 勇翼（《數碼寶貝大冒險》插入歌）
- 僕（《數碼寶貝大冒險02》插入歌）[注 27]
- 永久!!（《10thANNIVERSARY -夢架橋-》收錄）
- 丸（《伏魔小旋風》片頭主題歌）
- 親分（《伏魔小旋風》片尾主題歌）[注 28]

### 特攝影集
- （《超人力霸王太郎》插入歌）

### 綜藝節目
- （《開啟吧！朋基基（日语：ひらけ!ポンキッキ）》單元之歌）[注 25]

### 廣告
- （每日香（日语：毎日香） 廣告歌曲）

### 歌謠曲
「藤田子」的名義由CBS Sony發行。在製作團隊上參加的藤田敏雄作詞、中村八大作曲、小室等（「小舟」等歌作詞、作曲、編曲）、山上路夫作詞、村井邦彥作曲、馬飼野俊一編曲（「馬駈」），此外還有翻唱歌曲（作詞、鄉伍郎作曲）。許多已經在綜合專輯中重新收錄。
- 單曲盤

1. （小）／小舟[38]
2. 場合[38]
3. ／馬駈[38]
4. 八月／[c]
5. 愛愛／[38]

- 綜合專輯

「’69 」
「？ 6970 Girls」

## 腳註

## 外部連結
- 藤田淑子｜青二Production （日語）
- 藤田淑子 （页面存档备份，存于） （日語）－allcinema（日语：allcinema）
- Toshiko Fujita在互联网电影资料库（IMDb）上的資料（英文）
- 藤田淑子 Movie Walker （页面存档备份，存于） （日語）
- 藤田淑子在動畫新聞網百科全書中的資料（英文） （英文）